# دوم باسیلیو
دوم باسیلیو (به پرتغالی: Dom Basílio) یک منطقهٔ مسکونی در برزیل است که در باهیا واقع شده‌است. دوم باسیلیو ۶۸۸ کیلومتر مربع مساحت و ۱۲٬۲۴۰ نفر جمعیت دارد و ۴۶۲ متر بالاتر از سطح دریا واقع شده‌است.